# Imagen de la Sangre de Cristo
La imagen de la Preciosísima Sangre de Cristo es una imagen de la crucifixión de Cristo, de culto católico, ubicada en la Catedral Inmaculada Concepción de María de Managua en Nicaragua.
Fue consagrada el 23 de febrero de 2008 en la Catedral de Managua con la celebración de una Misa Pontifical de Consagración que dirigió el arzobispo Leopoldo Brenes Solórzano. La misma se llevó a cabo por las celebraciones de los 15 años de consagración de la Catedral Inmaculada Concepción de María de Managua.
El 31 de julio de 2020 tras un acto definido como terrorista por autoridades religiosas, la imagen fue calcinada.

## Historia
La imagen de la Sangre de Cristo de Managua data de época española de la provincia de Nicaragua alrededor de 1638 cuando fue trasladada desde Guatemala a Nicaragua. Inicialmente la imagen se veneraba como "Señor de los Milagros" y se encontraba ubicada en el templo de Veracruz, pero con los terremotos en la Capital de 1844 y 1855, el templo quedó en malas condiciones por lo que se traslada la reliquia hacia el templo San Miguel Arcángel. 
A finales del siglo XIX se vendió el terreno de la iglesia San Miguel y esta se desmanteló. Y en este tiempo hubo riñas entre los pobladores de San Antonio y Candelaria, ya que ellos querían que la imagen estuviera en la iglesia de estos barrios y es por eso que se llevó en secreto y a altas horas de la noche a la iglesia San Antonio. En 1931 por el terremoto la iglesia de San Antonio tuvo ciertos daños y es por eso que la imagen estuvo un tiempo en la Iglesia San Sebastián. Terminada la reconstrucción la imagen se trasladó a la entonces Basílica San Antonio. En 1973 nuevamente se traslada a la iglesia de Monte Tabor, en 1985 fue trasladada a la parroquia San Pío X. Finalmente en 1993 el Cardenal Miguel Obando y Bravo la ubica definitivamente en la capilla dedicada a ella en la nueva Catedral Metropolitana de Managua.

### Visita a Nicaragua del Papa Juan Pablo II
El año de 1996 el Papa Juan Pablo II en su segunda visita a Nicaragua, entró a la capilla de la Sangre de Cristo de Managua y se detuvo a orar por un momento.

### Protestas año 2018
Durante las protestas que iniciaron en abril de 2018 en Nicaragua, la arquidiócesis decidió no bajar la imagen para el 30 de junio en conmemoración de su llegada al país, debido a la crisis sociopolítica que se vivía;

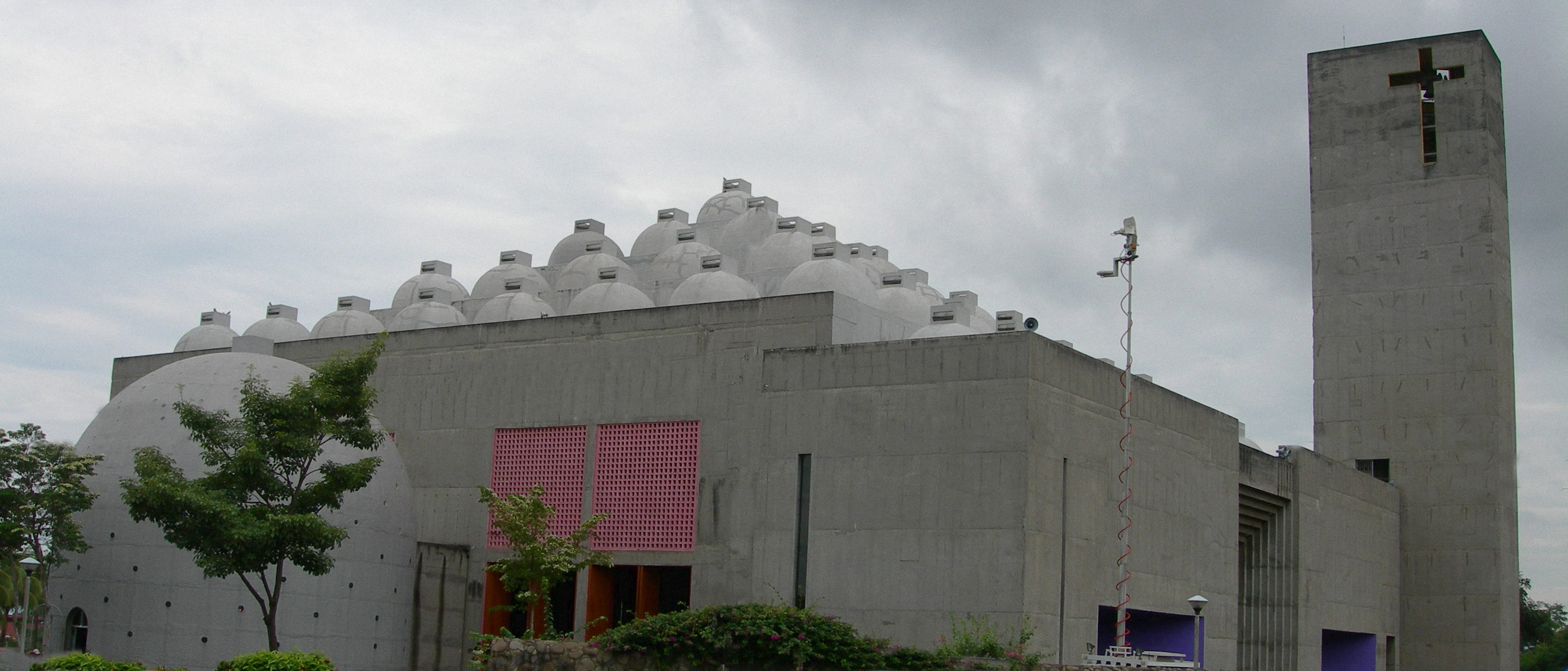
Catedral Metropolitana de la Inmaculada Concepción (Managua) donde se veneraba la imagen de la Preciosísima Sangre de Cristo desde 1993 hasta el ataque terrorista contra la imagen en el 2020.

### 2019
Durante las celebraciones que se llevaron a cabo en el 2019, el arzobispo y cardenal Leopoldo Brenes, pedía a la feligresía que:

Debemos pedir al Señor la paz. Una paz que une y que integra, que no divide, que no confronta, ni deha odio, ni dolor. La paz que nos da el Señor nos sana el corazón, no es una paz fruto de un acuerdo
Cardenal Leopoldo Brenes

Durante el recorrido de la consagrada imagen por las calles de Managua de ese año no se reportaron incidentes de ningún tipo. 

## Descripción
La imagen es una representación de Cristo crucificado tallada en madera policromada de escuela barroca guatemalteca de tamaño natural. Corona su cabeza un resplandor dorado en conjunto con una corona de espinas. Presenta la característica del color moreno con sangre emanada de sus manos, pies y costado en las alusiones comunes de la imaginería religiosa del crucificado. Además, presenta color de sangre en sus orificios nazales y boca cayendo hasta su barbilla. La parte de la cintura estaba cubierta por un manto blanco.

## Destrucción 2020

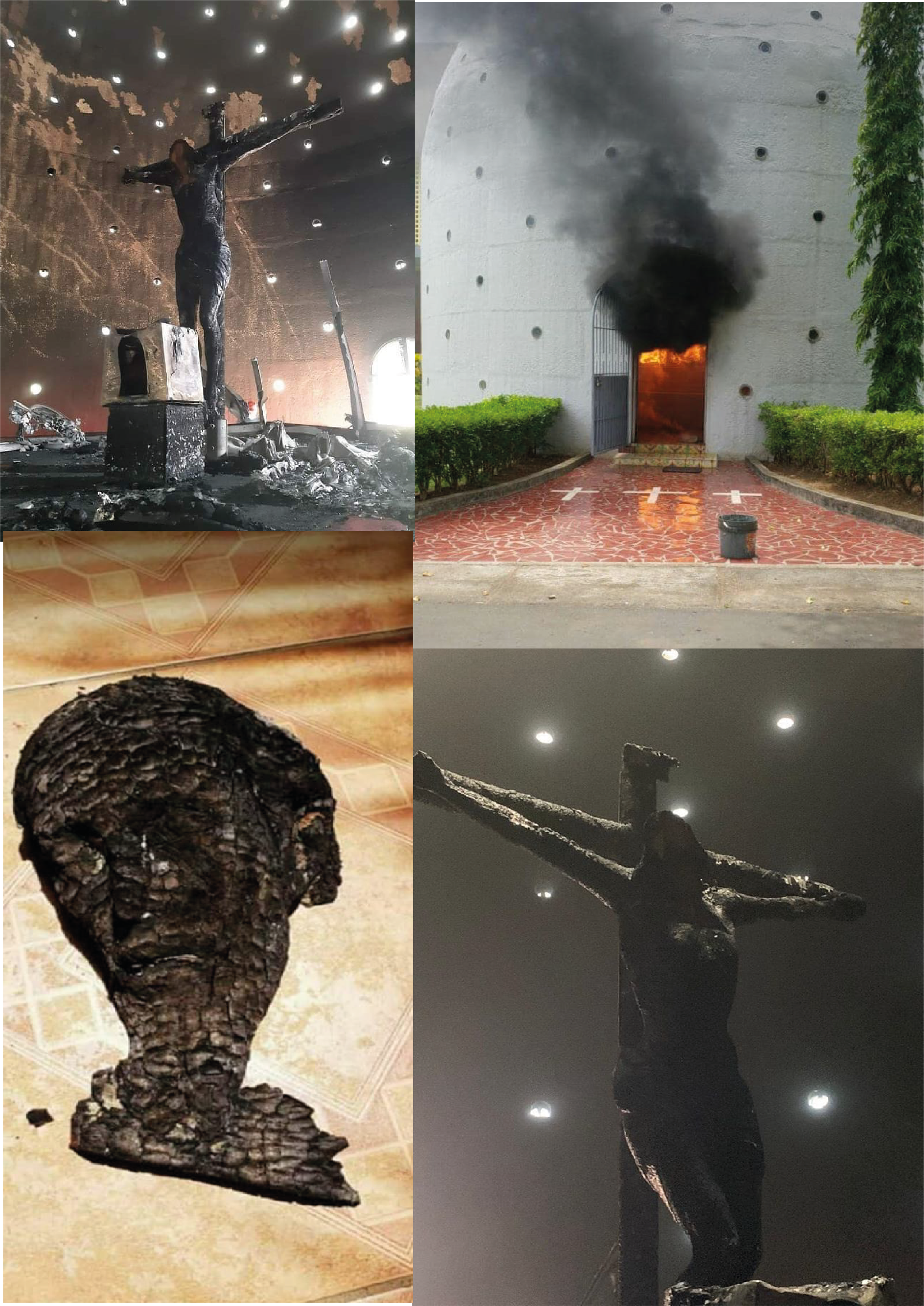
Imágenes de la imagen de la Sangre de Cristo calcinada. Esquina superior izquierda muestra la imagen calcinada en la capilla. Superior derecha, las llamas saliendo del recinto. Inferior izquierdo el rostro de la imagen desprendido y calcinado. Inferior derecho acercamiento de la imagen calcinada.

El 31 de julio de 2020 se dio a conocer a través de diferentes medios informativos que la capilla de la Preciosa Sangre de Cristo de la Catedral de Managua estaba ardiendo en llamas. Posteriormente se dieron a conocer imágenes del deterioro de la misma. Según las declaraciones de dos personas presentes un desconocido encapuchado lanzó una bomba molotov al interior de la capilla. La Arquidiócesis de Managua a través de un comunicado expresó que 

Una persona no identificada ingresó a la capilla de la Sangre de Cristo en la Catedral Metropolitana de Managua y arrojó una bomba, produciendo un incendio en donde permanece la sagrada y venerada imagen de la Sangre de Cristo y el Santísimo

Los medios oficialistas del gobierno dieron a conocer las declaraciones de Rosario Murillo quien dijo que el fuego fue provocado:

Lamentablemente se dio ese incendio, se combustionó, se quemó la estructura de aluminio, las cortinas de tela y las flores que la adornaban. Existencia de veladoras encendidas en el entorno de la Sangre de Cristo se comprobó. Son las veladoras que encienden los feligreses que buscamos siempre como pagar promesas a nuestros Santos
Rosario Murillo

Pero el Cardenal Brenes en cambio desmintió las declaraciones oficialistas expresando que no hay ninguna vela y tampoco tenemos cortinas, nuestra capilla no tiene cortinas y no tiene veladoras. Actualmente se esta trabajando para realizar la reconstrucción de su capilla y la debida restauración de la Sagrada Imagen.

### Reacción Internacional
- Panamá: La Conferencia Episcopal Panameña rechazo el acto 'vandálico' realizado en la Catedral Metropolitana de Managua, Nicaragua. Cuando un hombre lazó un artefacto explosivo lo que produjo que se incendiara la capilla que alberga a la "Sangre de Cristo y el Santísimo".[10]

"Nos causa un profundo dolor e indignación, al ver cómo se ha herido la sensibilidad del pueblo nicaragüense ante tal destrucción producto de una bomba que quemó la capilla de la Catedral Metropolitana de Managua", dijo la organización panameña a través de un comunicado.
Conferencia Episcopal Panameña

- Estados Unidos: Por su parte, el embajador de los Estados Unidos en Nicaragua, Kevin K. Sullivan, "condenó el ataque" y consideró que este incendio es "uno de las series de ataques deplorables a templos católicos en diferentes partes" del país centroamericano.[10][11]

- Santa Sede: El Papa Francisco condenó el ataque perpetrado por desconocidos el pasado 31 de julio de 2020 contra la Capilla de la Sangre de Cristo en la Catedral Metropolitana de Managua, Nicaragua, EL domingo 2 de agosto de 2020, luego de rezar la oración dominical por la Ángelus, el Papa Francisco expresó su solidaridad con el pueblo cristiano nicaragüense.[12][13]

- España: En España, medios de comunicación, periodistas, teólogos, órdenes religiosas y la Conferencia Episcopal Española expresaron su rechazo a estas acciones violentas contra la Iglesia católica nicaragüense.[14]

- Costa Rica: La Conferencia Episcopal de Costa Rica fue incluso más allá al referirse al incidente como un "cobarde ataque", el cual, señaló, "ha resultado en la profanación de las especies sagradas contenidas en el Sagrario, así como en la profanación de la venerada imagen de La Sangre de Cristo; tan amada por los fieles católicos en la hermana República de Nicaragua".[15]

- Organización de las Naciones Unidas: La Oficina de la Alta Comisionada de las Naciones Unidas para los Derechos Humanos condenó el ataque incendiario de  contra la Capilla de La Sangre de Cristo en la Catedral de Managua, expresa su solidaridad a toda la comunidad católica e insta a las autoridades a investigar exhaustivamente lo ocurrido", señaló la institución en un mensaje divulgado a través de su cuenta oficial de Twitter.[15]

- Consejo Episcopal Latinoamericano: A través de un comunicado, el Consejo Episcopal Latinoamericano (CELAM) expresó su voz de rechazo a los recientes hechos que afectaron la catedral de la ciudad de Managua, Nicaragua, donde, mediante la activación de una carga explosiva, se realizó un atentado contra las principales templo religioso de la ciudad, el 31 de julio. “Condenamos este y cualquier acto de sacrilegio o profanación que atente contra la vida espiritual de los fieles y la obra evangelizadora de la Iglesia, especialmente en estos tiempos difíciles de pandemia que tenemos que vivir, "dice la declaración".[16][14]

### Reacción dentro de Nicaragua
El partido Movimiento Sandinista Renovador (MRS) condenó los recientes ataques contra la Iglesia Católica en Nicaragua, como la quema de la Capilla de la Sangre de Cristo en la Catedral Metropolitana de Managua este viernes por la mañana, “Condenamos absolutamente todos los ataques terroristas y vandalismo contra templos e iglesias, ahora contra la Catedral de Managua, que constituyen una flagrante violación a la libertad religiosa, consagrada en la Constitución de Nicaragua”. Por su parte, José Adán Aguerri, Presidente del Consejo Superior de la Empresa Privada, expresó su solidaridad a través de su cuenta de Twitter por este acto de terrorismo ocurrido en la Catedral de Managua “desde COSEP Nicaragua y personalmente, nuestra solidaridad y apoyo a la Arquidiócesis. de Managua y la Conferencia Episcopal Nicaragüense, ante el cobarde atentado a la Catedral de Managua que se suma a los actos vandálicos en diferentes capillas del país en días anteriores. La intolerancia no tendrá éxito”, dice la publicación.
Unidad Nacional Azul y Blanco en un comunicado condenó los actos de profanación, asedio y hostigamiento contra la Iglesia católica en Nicaragua y aseguró que “estos actos violan la libertad de religión prevista en nuestra Constitución. Estos hechos, además de ser ataques selectivos, demuestran los niveles de inseguridad que vive la población a nivel nacional”. También agregó que

La evidencia muestra que los ataques los están cometiendo personas vinculadas a la criminal dictadura de Daniel Ortega, quien mantiene una permanente campaña política contra los sacerdotes y la Iglesia. Nos solidarizamos con la Iglesia Católica y el pueblo devoto y cristiano de nuestro país, ante tales actos de profanación.
Unidad Nacional Azul y Blanco

El Centro Nicaragüense de Derechos Humanos (CENIDH) a través de un comunicado expresó su repudio por lo ocurrido en la Capilla de la Sangre de Cristo de la Catedral de Managua, quemada por un desconocido que arrojó una bomba Molotov y luego huyó del lugar sin dejar rastro. "Exigimos a las autoridades INVESTIGAR LOS HECHOS CON CELERIDAD Y ENCONTRAR A LOS CULPABLES, de lo contrario supondremos que fue el régimen de Ortega Murillo quien dio la orden de incendiar el templo para continuar su campaña de odio y terror contra iglesias, religiosas y creyentes que la adversidad le expresa parte del Comunicado".
Juan Sebastián Chamorro miembro de la Alianza Cívica por la Justicia y la Democracia condenó los hechos en un video a través de la red social Twitter y el padre Edwin Román condenó el ataque e indicó que se puede quemar y destruir la imagen del Señor pero nunca la fe y la dignidad de su personas. Al respecto, el obispo auxiliar de Managua, Silvio Báez, escribió en su cuenta de Twitter: “Hemos llorado juntos por el incendio que se ha producido en la capilla de la venerada imagen de la Sangre de Cristo”. Acto asociado a paramilitares del régimen incendiar la capilla de la Sangre de Cristo”, denunció la opositora Edipcia Dubón. “Insto a Su Santidad el Papa a denunciar los ataques de Daniel Ortega y sus paramilitares contra la Iglesia Católica, los obispos y sacerdotes y los actos terroristas contra la Catedral de Managua”, demandó la activista Bianca Jagger. La Alianza Evangélica de Nicaragua, principal organización de cristianos evangélicos del país centroamericano, ha rechazado el ataque a la Capilla de la Sangre de Cristo ubicada en la Catedral de Managua.

#### Silencio de Daniel ortega
El presidente Daniel Ortega compareció por medios oficiales para conmemorar el 41 aniversario de la Fuerza Aérea del Ejército de Nicaragua. En su mensaje, Ortega evitó comentar sobre el sufrimiento de cientos de nicaragüenses varados, así como el acto terrorista perpetrado contra la Iglesia Católica; en el acto, Ortega destacó el papel de la Fuerza Aérea durante emergencias humanitarias o catástrofes producidas por el impacto de fenómenos naturales, pero guardó silencio sobre la emergencia humanitaria que más de 500 compatriotas han vivido en la frontera de Peñas Blancas durante dos semanas y sobre la complicidad del Ejército Sandinista que expulsó a Costa Rica a varios nicaragüenses que intentaron ingresar al país por puntos ciegos.